# Villa (residencia)

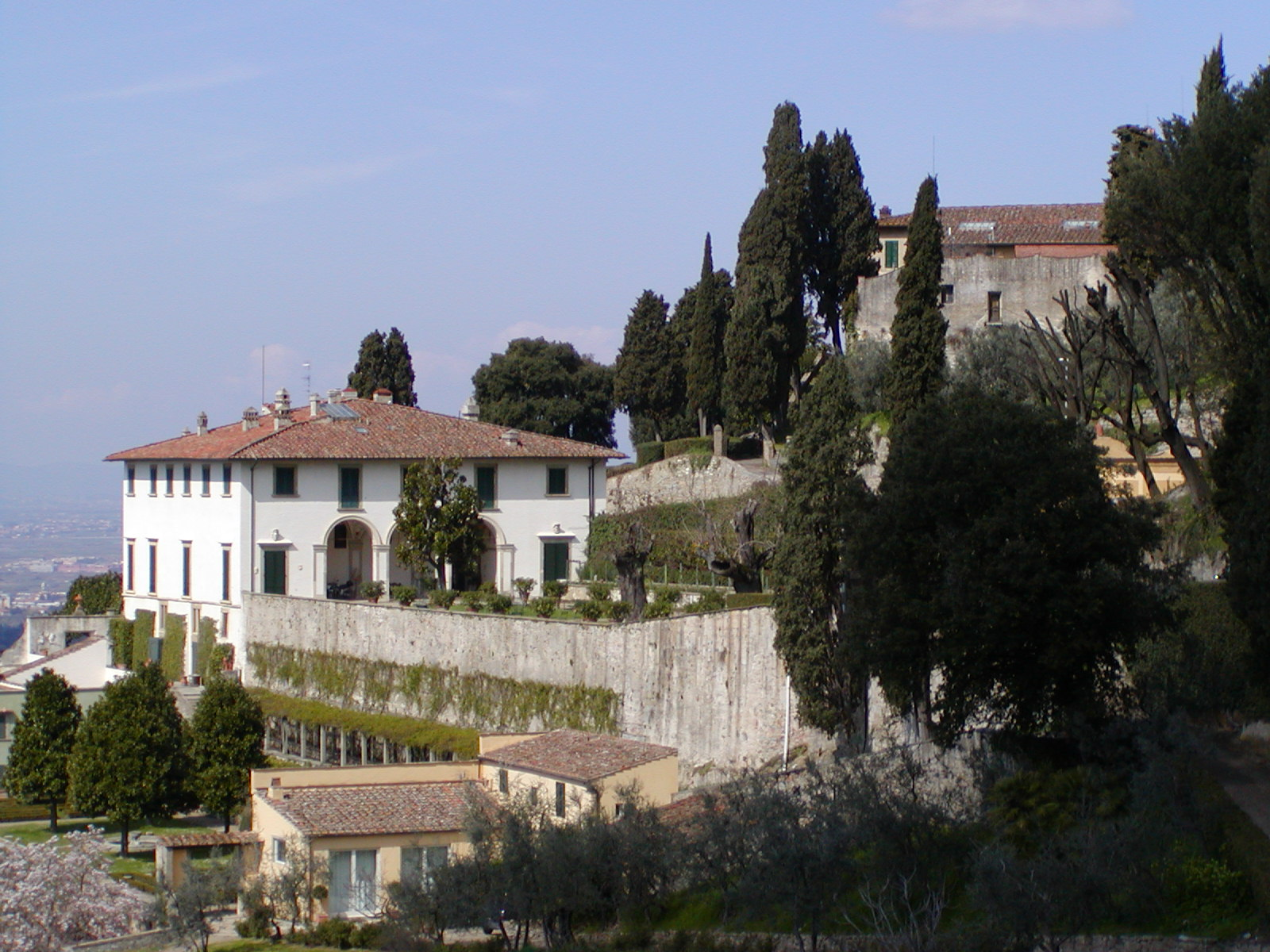
La Villa Medici en Fiesole, con el tradicional paisaje de laderas en terraza reflejado por Leon Battista Alberti en sus cuadros

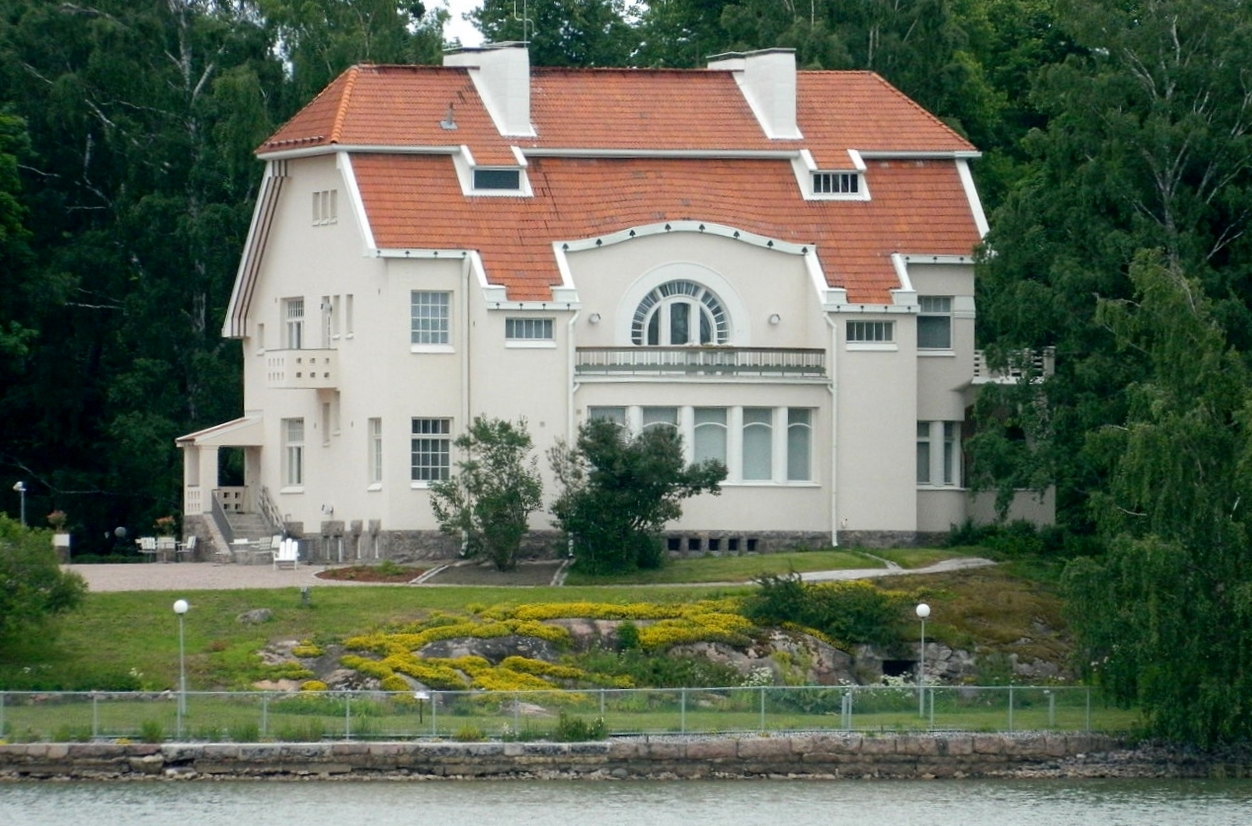
La Villa Tamminiemi, una casa museo de estilo modernista situada en Helsinki, Finlandia

Una villa es un tipo de casa de campo que tiene su origen en las costumbres de las clases altas de la antigua Roma. Desde la configuración original de las villas romanas, su concepto y función ha evolucionado considerablemente a lo largo del tiempo. Después de la caída de la república romana, las villas se convirtieron en pequeños complejos agrícolas, que se fortificaron cada vez más en la antigüedad tardía, y en ocasiones pasaron a la Iglesia para su reutilización como monasterios. Posteriormente, evolucionaron gradualmente a través de la Edad Media hasta convertirse en elegantes casas de campo de clase alta durante el Renacimiento. En el lenguaje moderno, el término "villa" puede referirse a varios tipos de viviendas generalmente aisladas y rodeadas de un terreno propio, que van desde las fincas de recreo utilizadas principalmente en la época de vacaciones, a residencias permanentes en ambientes rurales o semiurbanos.

## Roma antigua

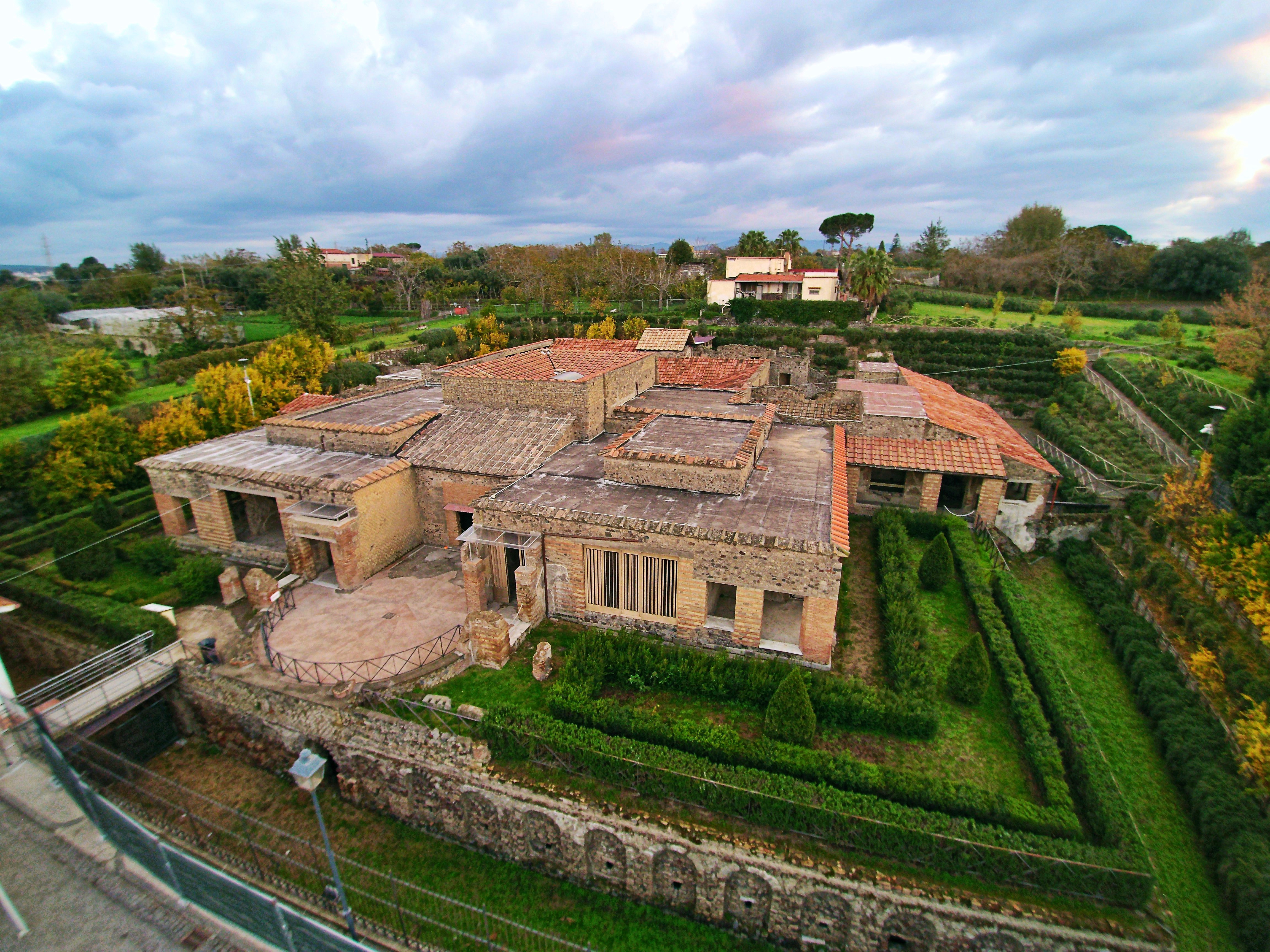
Villa de los Misterios en Pompeya vista desde arriba

En la antigua Roma se distinguían dos tipos de villas:
- Villa urbana, una casa en el campo a la que se podía llegar fácilmente desde Roma u otra ciudad, utilizada como residencia de recreo para estancias cortas.
- Villa rustica, una finca con una casa de campo que estaba permanentemente ocupada por los sirvientes encargados de mantenerla, normalmente solo utilizada por sus dueños durante algunas temporadas. Las villae rusticae romanas situadas en el corazón de grandes propiedades (latifundia) son un antecedente directo de lo que posteriormente se denominaron plantaciones en otros lugares.

No se consideraban villae las domus, casas de la ciudad para una élite privilegiada, ni las insulae , bloques de apartamentos para el resto de la población. En El Satiricón (siglo I d. C.), Petronio describió la amplia gama de viviendas romanas. Otro tipo eran las "villas marítimas", ubicadas en la costa junto al mar.
Existían concentraciones de villas imperiales en el golfo de Nápoles, en la isla de Isla de Capri, en el Monte Circeo y en Antium (Anzio). Entre los ejemplos más conocidos de este tipo de casas de campo figuran la Villa de los Papiros en Herculano; y la Villa de los Misterios y la Casa de los Vettii en Pompeya.

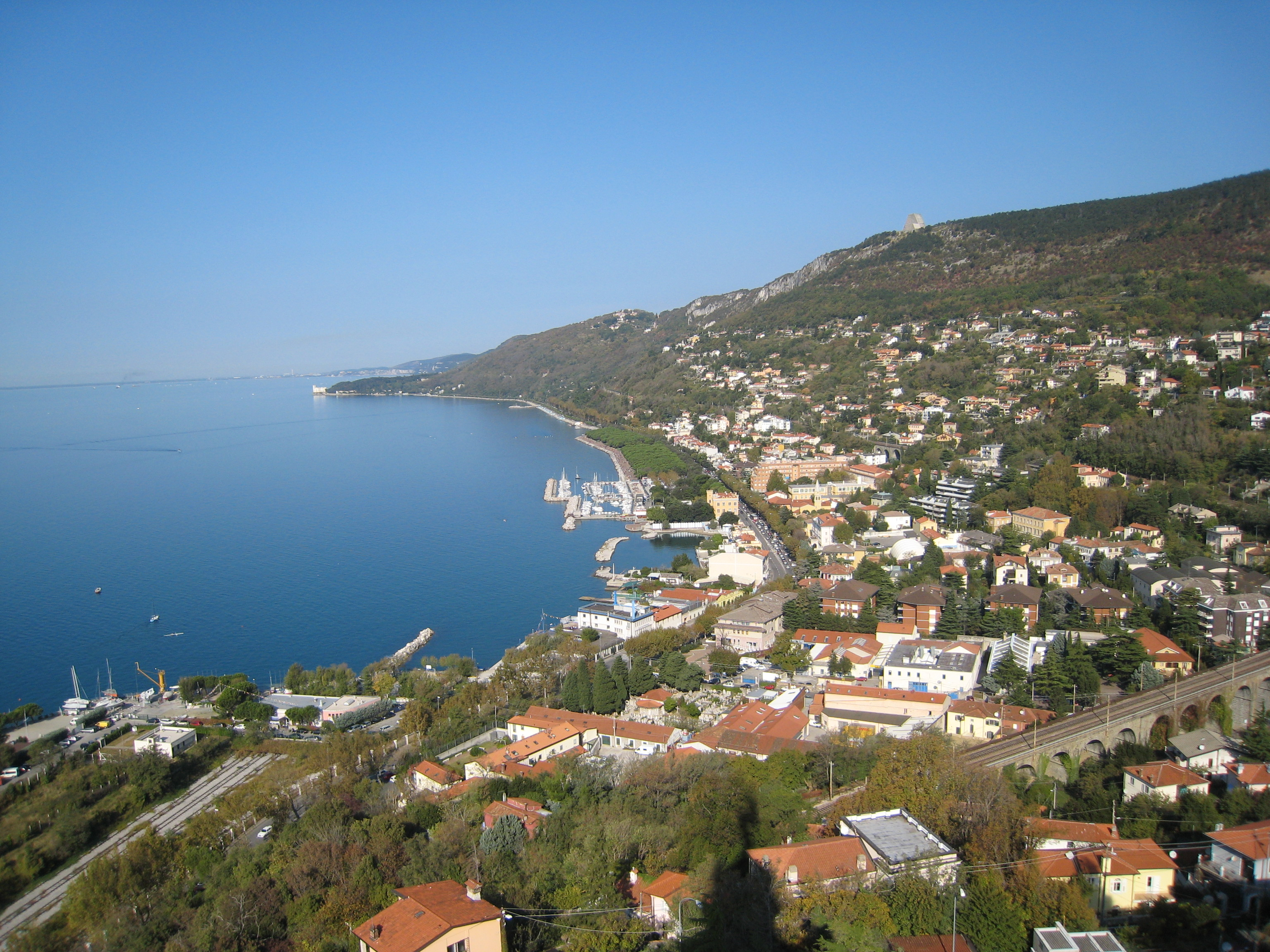
Barcola, con la Villa Marítima y el Castillo de Miramar al fondo

Había una villa marítima importante en Barcola, cerca de Trieste, ubicada directamente en la costa. Estaba dividida en terrazas, con un edificio principal en el que se mostraba el lujo y el poder, una sala de estar separada, un jardín, algunas instalaciones abiertas al mar y un baño termal. No muy lejos de este lugar reservado a la nobleza, que ya era popular entre los romanos por su favorable microclima, se construyó en el siglo XIX una de las más importantes villas marítimas de su tiempo, el Castillo de Miramar.
Los romanos ricos también escapaban del calor del verano en sus residencias de las colinas próximas a Roma, especialmente alrededor de Tibur (Tívoli y Frascati), conservándose un notable ejemplo, la Villa Adriana. Cicerón supuestamente poseía no menos de siete villas, la más antigua de las cuales estaba cerca de Arpinum, que heredó. Plinio el Joven tenía tres o cuatro, de las que el ejemplo más conocido por sus descripciones se encontraba cerca de Laurentium.
Los escritores romanos se refieren con satisfacción a la autosuficiencia de sus villas de "latifundio", donde bebían su propio vino y preparaban su propio aceite de oliva, en una extendida costumbre entre los aristócratas urbanos, que jugaban a ser virtuosos agricultores. Se ha señalado que la independencia económica de las villas rurales posteriores fue un síntoma de la creciente fragmentación económica del imperio romano.

### En la Britania romana

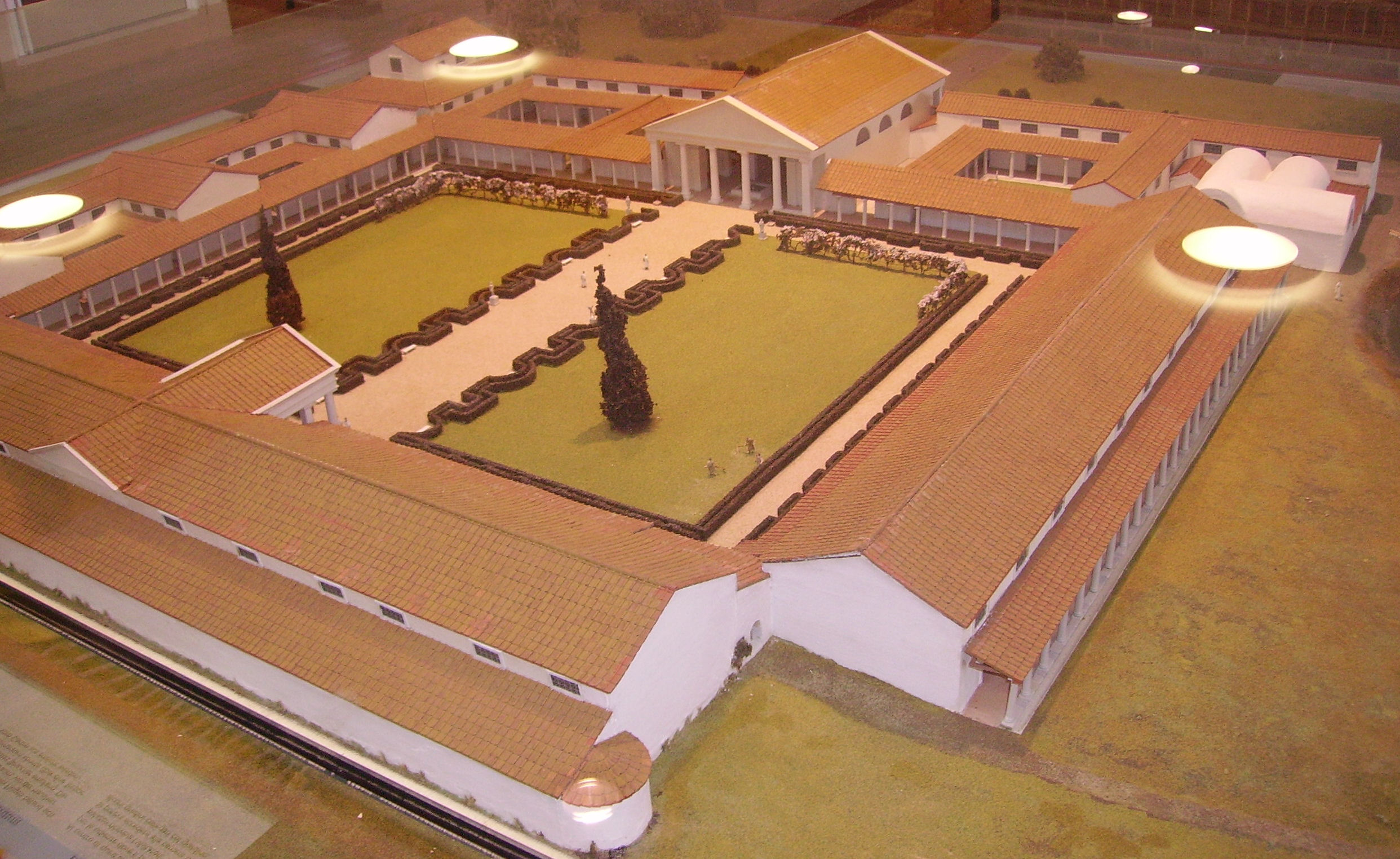
Modelo del Palacio romano de Fishbourne, una gran villa propiedad de un gobernante

Los arqueólogos han examinado meticulosamente numerosas villas romanas en Inglaterra. Al igual que las construcciones italianas homólogas, eran núcleos agrícolas dedicados al cultivo de cereales, del viñedo y de productos hortícolas. En ocasiones, contaban con canteras de las que se extraía piedra o de hornos donde se fabricaban baldosas o ladrillos, distribuidos alrededor de un edificio señorial que disponía de baños y jardines. La gran villa de Woodchester conservó sus suelos de mosaico cuando se construyó encima (no por casualidad) una iglesia parroquial durante el período anglosajón. Las sepulturas que se preparaban para los entierros en el cementerio hasta el siglo XVIII tenían que perforar suelos de mosaico intactos. La aún más palaciega villa rustica de Fishbourne, cerca de Winchester, se construyó (inusualmente) como un gran rectángulo abierto, con pórticos rodeando jardines a los que se accedía a través de un pórtico. Hacia finales del siglo III, las ciudades romanas en Britania dejaron de expandirse, y el igual que en otras partes del imperio, los romanos de Britania se retiraron de las ciudades a sus villas, que entraron en una "edad de oro" caracterizada por su construcción palaciega.
Dos tipos de disposiciones de las villas en la Bretaña romana pueden ser representativos de las villas romanas en general. La organización más habitual comprendía dos alas con habitaciones conectadas por un pórtico de enlace, que podía extenderse en ángulo recto, incluso para encerrar un cour (un patio central). El otro tipo presentaba una sala central con pasillos como una basílica, lo que sugiere el papel del propietario de la villa como magistrado. Los edificios de las villas eran a menudo estructuras independientes unidas por patios cerrados. La construcción habitual constaba de entramados de madera (cuidadosamente enlazados con uniones de caja y espiga y pasadores), colocados sobre bases de piedra. La construcción de edificios de sillería de piedra se reservaba para las salas ceremoniales más importantes. Se han encontrado restos de ventanas de vidrio, así como también de ventanas provistas de rejas de hierro.

### Villas monacales de la antigüedad tardía
Con el declive y colapso del imperio romano de Occidente en los siglos IV y V, las villas quedaron cada vez más aisladas y llegaron a estar protegidas por muros. En Inglaterra, las villas fueron abandonadas, saqueadas, y quemadas por los invasores anglosajones en el siglo V, pero el concepto de una comunidad de trabajo agraria aislada y autosuficiente, alojada en un núcleo compacto, sobrevivió en la formación de las villas, con sus habitantes (especialmente si estaban formalmente vinculados a la tierra) conocidos como "villanos".
En toda Europa, terratenientes de la nobleza donaron a algunos monjes grandes villas rurales y casas abandonadas, que con el paso del tiempo llegaron a convertirse en los núcleos de una serie de monasterios. De esta manera, el antiguo sistema de villas de la antigüedad tardía sobrevivió hasta el período de la Alta Edad Media a través de los monasterios, que resistieron en Italia los efectos de la guerra gótica (535-554). Aproximadamente en el año 529, Benito de Nursia estableció su influyente monasterio de Monte Cassino, inspirado en las ruinas de una antigua villa romana de Subiaco que había pertenecido al emperador Nerón.
Desde el siglo VI al VIII, los reyes de la dinastía merovingia donaron repetidamente antiguas villas para fundar monasterios bajo el patrocinio de la monarquía. Saint-Maur-des-Fossés y la abadía de Fleury, localizadas en Francia, son dos buenos ejemplos. En Alemania se puede citar Echternach, donde el obispo Wilibrordo estableció una abadía en una villa romana situada cerca de Tréveris a instancias de Irmina, hija del rey de los francos Dagoberto II. Kintzheim era Villa Regis, la "villa del rey". Alrededor de 590, el obispo Eligio, fundó un cenobio en la 'villa' galorromana de Chaptelat, cerca de Limoges (Aquitania, Francia). La abadía de Stavelot se fundó hacia el 650 en el dominio de una antigua villa situada cerca de Lieja, y la abadía de Vézelay tuvo un origen similar.

## Edad Media
En la Edad Media, las "villas" pasaron a ser pequeños centros agrícolas y ganaderos autosuficientes, generalmente amurallados. Eran económicamente tan autosuficiente como los poblados y sus habitantes, que podían estar legalmente vinculados al lugar por una relación de servidumbre, eran conocidos como villanos. El pueblo franco heredó el término, perpetuado en el período carolingio, pero la denominación posterior en francés pasó a ser basti o bastide (véase bastida (urbanismo)).
Villa/Vila (o sus afines como villar) es parte de muchos nombres de lugares españoles y portugueses, como Vila Real o Villadiego: una villa/vila es una población a la que se ha otorgado una carta (o fuero) de menor importancia que una ciudad/cidade. Cuando se asocia con un nombre propio a continuación, la palabra "villa" suele denominar una finca en el campo, en lugar de a una población. La evolución posterior ha hecho que la distinción hispánica entre villas y ciudades sea puramente honorífica. Por ejemplo, Madrid ostenta la denominación de Villa y Corte (en sus orígenes, una modesta población ligada ocasionalmente a la entonces itinerante corte real española), mientras que la mucho más pequeña Ciudad Real gozó desde antiguo de la consideración de ciudad por parte de la corona española.

## Renacimiento italiano

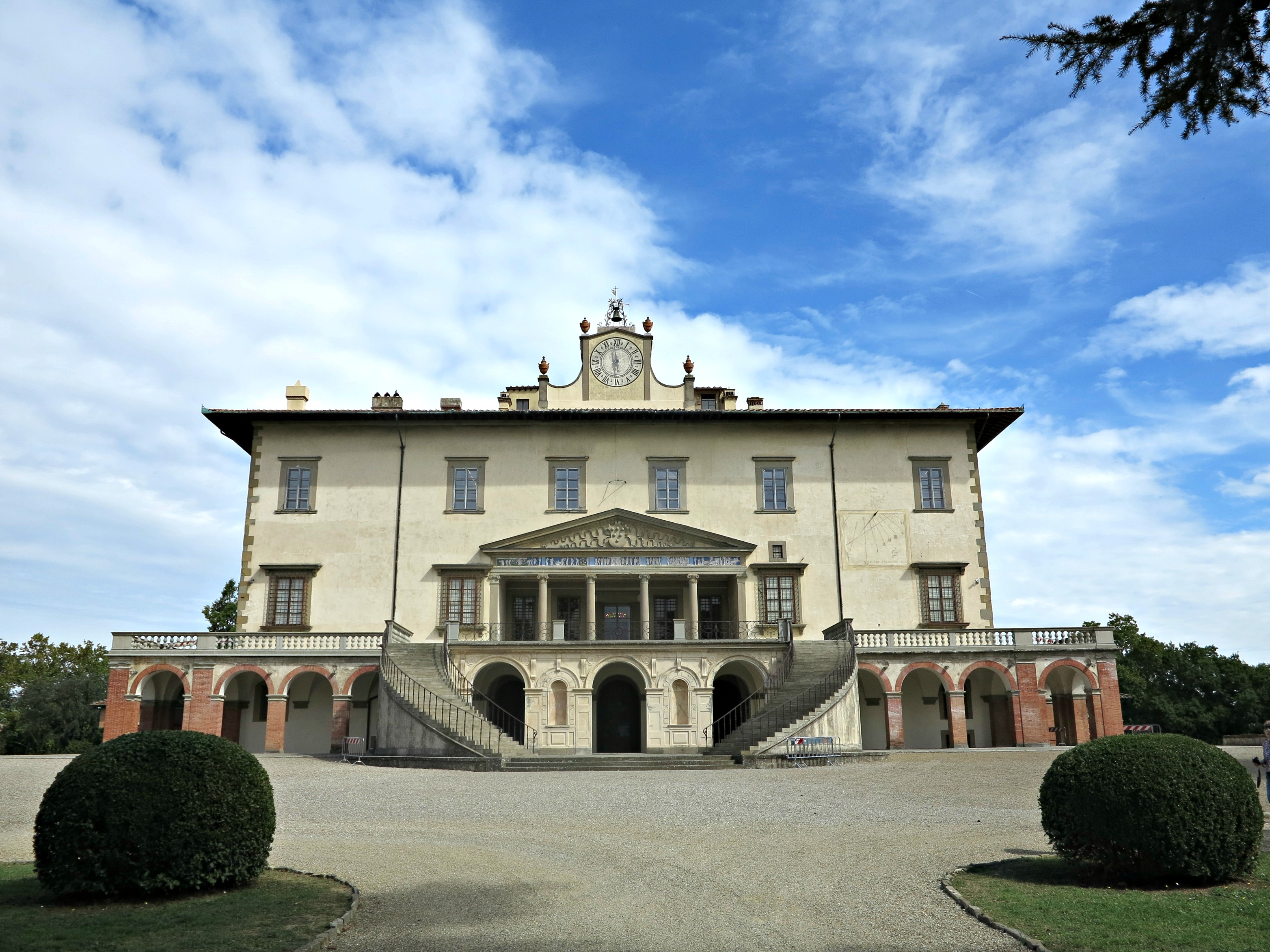
La Villa Médicis, proyectada por Giuliano da Sangallo (1470), localizada en Poggio a Caiano, Toscana

### Toscana
En la Italia de los siglos XIV y XV, el término villa servía una vez más para referirse a una casa de campo, como la primera de las  villas mediceas, la villa del Trebbio y la de Cafaggiolo, todas fuertes casas fortificadas construidas en el siglo XIV en la región de Mugello, cerca de Florencia. En 1450, Juan de Cosme de Médici comenzó a construir en una ladera la villa Médici de Fiesole, Toscana, probablemente la primera villa creada bajo las instrucciones de Leon Battista Alberti, quien formalizó sus teorías acerca de las características de la nueva idea de villa en su libro "De re aedificatoria".

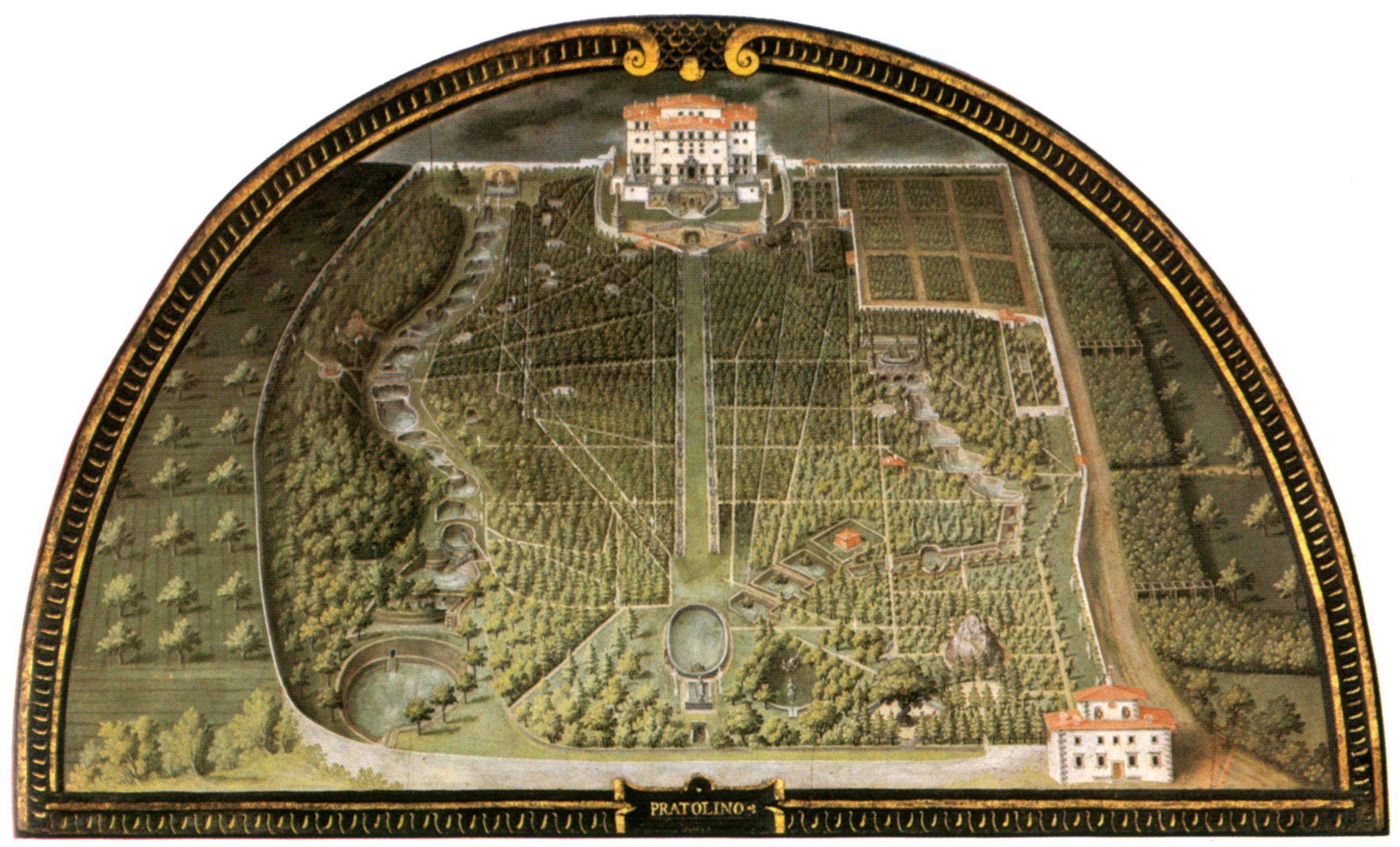
Villa de Pratolino con la mitad inferior de los jardines, por Giusto Utens. Museo Topográfico, Florencia

Estos primeros ejemplos de villa renacentista son anteriores a la era de Lorenzo de Médici, quien en 1470 inició la construcción de la Villa de Poggio a Caiano en la Provincia de Prato (Toscana), ideada por Giuliano da Sangallo.: 90 
Desde la Toscana, la idea de "villa" se difundió nuevamente a partir del renacimiento italiano a toda Europa.

#### Jardines de las villas toscanas
Los jardines de las villas del Quattrocento fueron tratados como un vínculo fundamental y estético entre un edificio residencial y el exterior, con vistas a un paisaje agrícola humanizado, por entonces el aspecto más apreciado de la naturaleza. Las villas y jardines posteriores incluyen ejemplos como el Palacio Pitti y el Jardín de Bóboli en Florencia, y la Villa de Pratolino en Vaglia (Italia).

### Roma
Roma disponía de numerosas villas con fácil acceso a la pequeña ciudad del siglo XVI: el prototipo, la primera villa periurbana construida desde la Antigüedad, fue el Belvedere o palazzetto, diseñado por Antonio Pollaiuolo y construido sobre la ladera situada por encima del Palacio Apostólico.

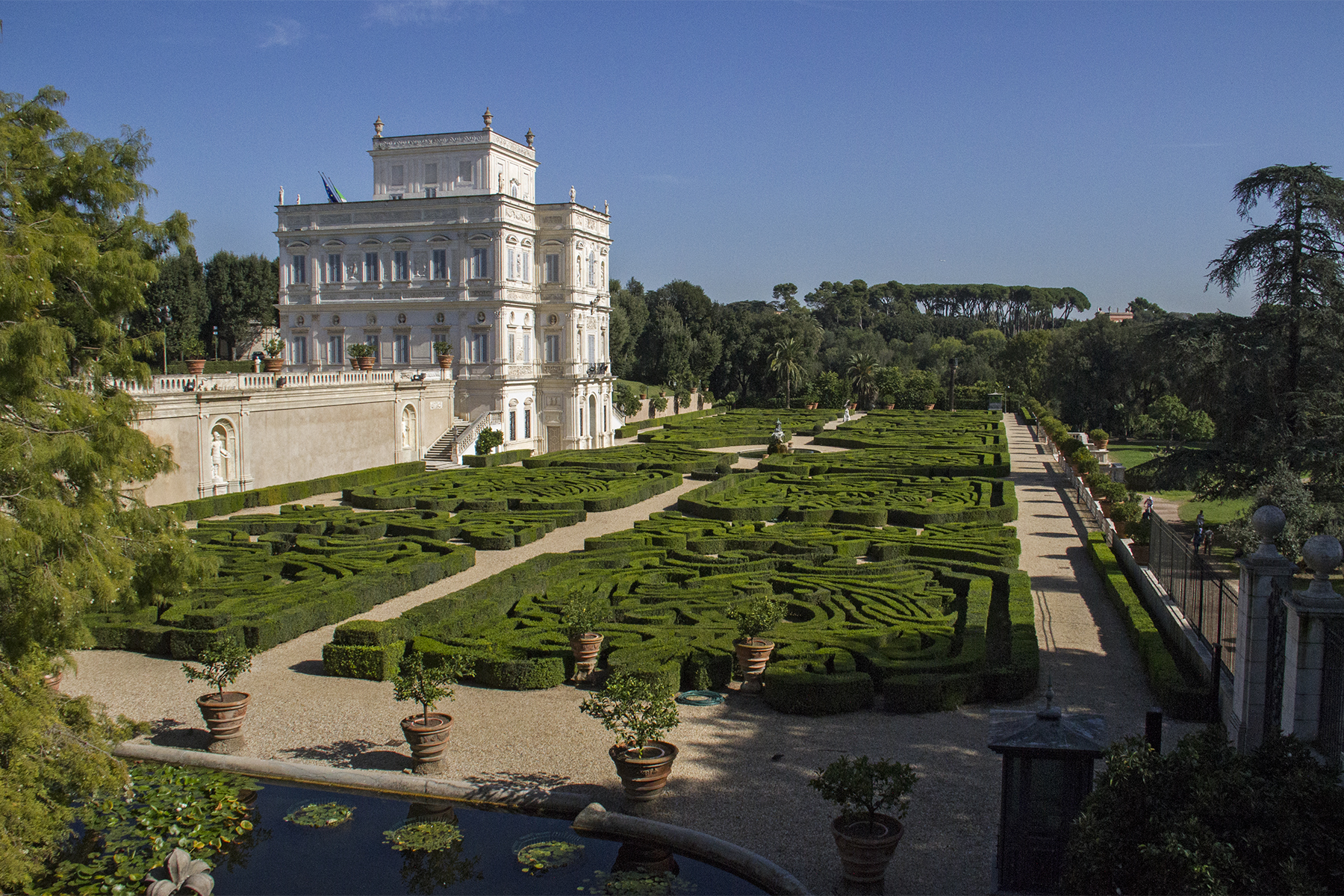
Villa Doria Pamphilj, Roma

La Villa Madama, cuyo diseño, atribuido a Rafael y realizado por Giulio Romano en 1520, se convirtió en una de las casas privadas más influyentes jamás construidas; y distintos elementos tomados de su diseño se introdujeron sistemáticamente en las villas del siglo XIX. Villa Albani se construyó cerca de Porta Salaria. Otros conocidos ejemplos son la Villa Borghese; la Villa Doria Pamphilj (1650); o la Villa Julia, propiedad de Julio III (1550) y diseñada por Vignola. Las villas romanas Villa Ludovisi y Villa Montalto, fueron destruidas a finales del siglo XIX a raíz de la burbuja inmobiliaria que tuvo lugar en la ciudad después de que se estableciera la sede del gobierno en Roma tras la unificación de Italia.
Las frescas colinas de Frascati alojaron la Villa Aldobrandini (1592); la Villa Falconieri y la Villa Mondragone.: 110  La Villa de Este, cerca de Tívoli, es famosa por los juegos de agua de sus jardines dispuestos en terrazas. La Villa Médici estaba situada en las afueras de Roma, en el Pincio, cuando se construyó en 1540. Además de estas casas diseñadas para el disfrute durante una temporada, generalmente ubicadas a poca distancia de una ciudad, otras villas italianas se rehicieron a partir de una rocca o castillo sede del poder de una familia, como la Villa Farnesio,: 195  origen de la casa de Farnesio.
Cerca de Siena, en Toscana, se levantó la Villa Cetinale, construida por el cardenal Flavio Chigi. Contrató en 1680 a Carlo Fontana, alumno de Gian Lorenzo Bernini, para transformar la villa y los espectaculares jardines a un estilo barroco italiano. El jardín de la Villa Lante, terminado en el siglo XVII  es una de las más sublimes creaciones paisajísticas de Italia.

### Venecia

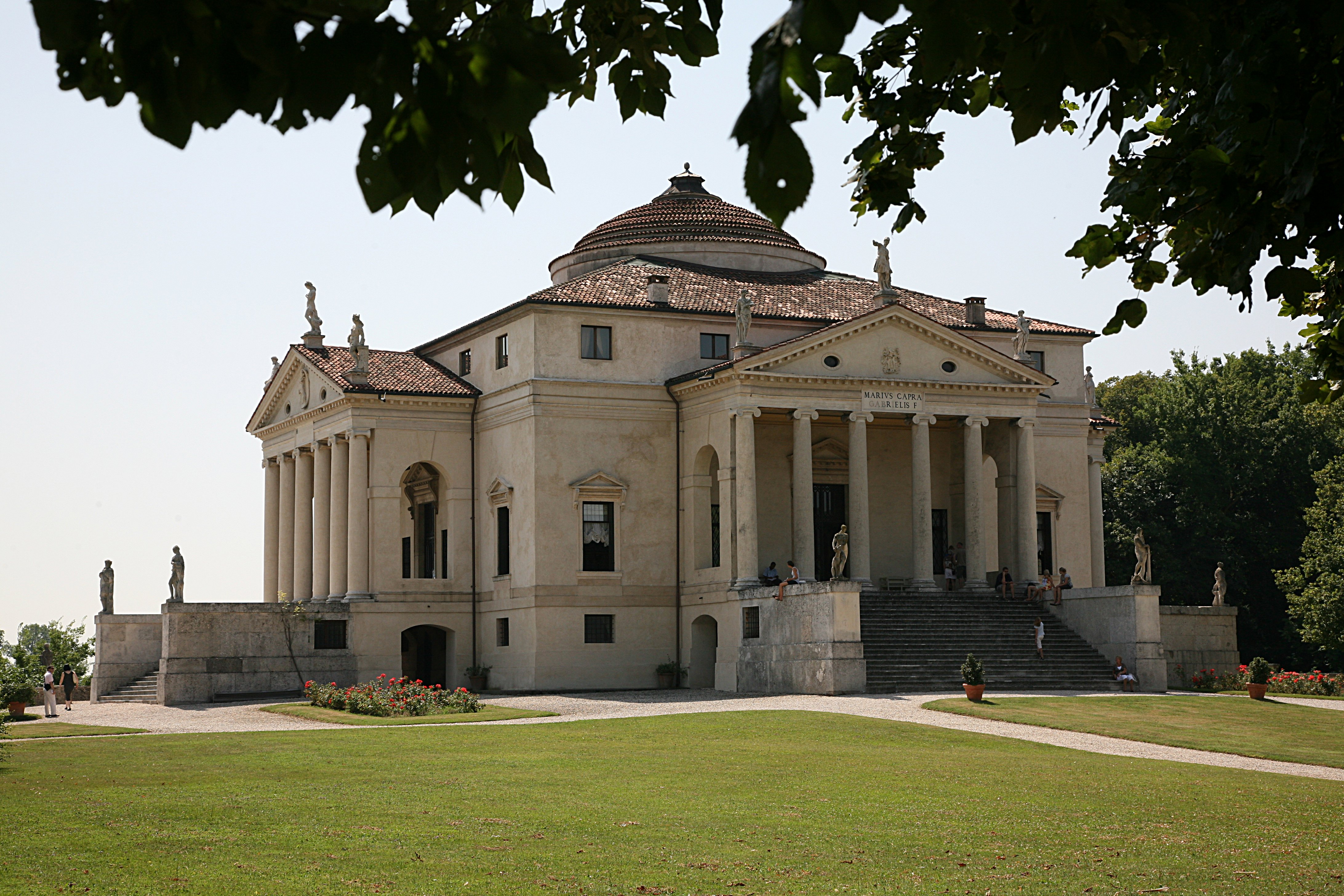
Villa Capra en Vicenza, uno de los diseños más influyentes de Palladio

A finales del siglo XVI, en el noreste de la península itálica, se construyó una serie de villas cercanas a Vicenza (en la República de Venecia), diseñadas por el arquitecto Andrea Palladio (1508-1580), quien siempre concibió sus casas con múltiples referencias a su entorno. A menudo, unificó todos los edificios propios de la actividad de una granja en la arquitectura de sus extensas villas.
Algunos ejemplos son Villa Emo, Villa Godi, Villa Forni Cerato, Villa Capra (también conocida como Villa Rotonda) y Villa Foscari.
Estas Villas en la actualidad se han convertido en una atracción turística, y forman parte de una asociación (Associazione Ville Venete), que ofrece la posibilidad de visitarlas.

## Villas en otros países

### sigloXVII
Poco después de su Grand Tour de 1613-1615, el arquitecto inglés Inigo Jones diseñó y construyó  en Greenwich la Queen's House (Casa de la Reina) entre 1615-1617, en una adaptación temprana del estilo palladiano en otro país.: 170  Este estilo renovó su influencia en diferentes países y épocas, y se mantuvo influyente durante más de cuatrocientos años, con una notable presencia a finales del siglo XVII y en el período de la arquitectura neorrenacentista.

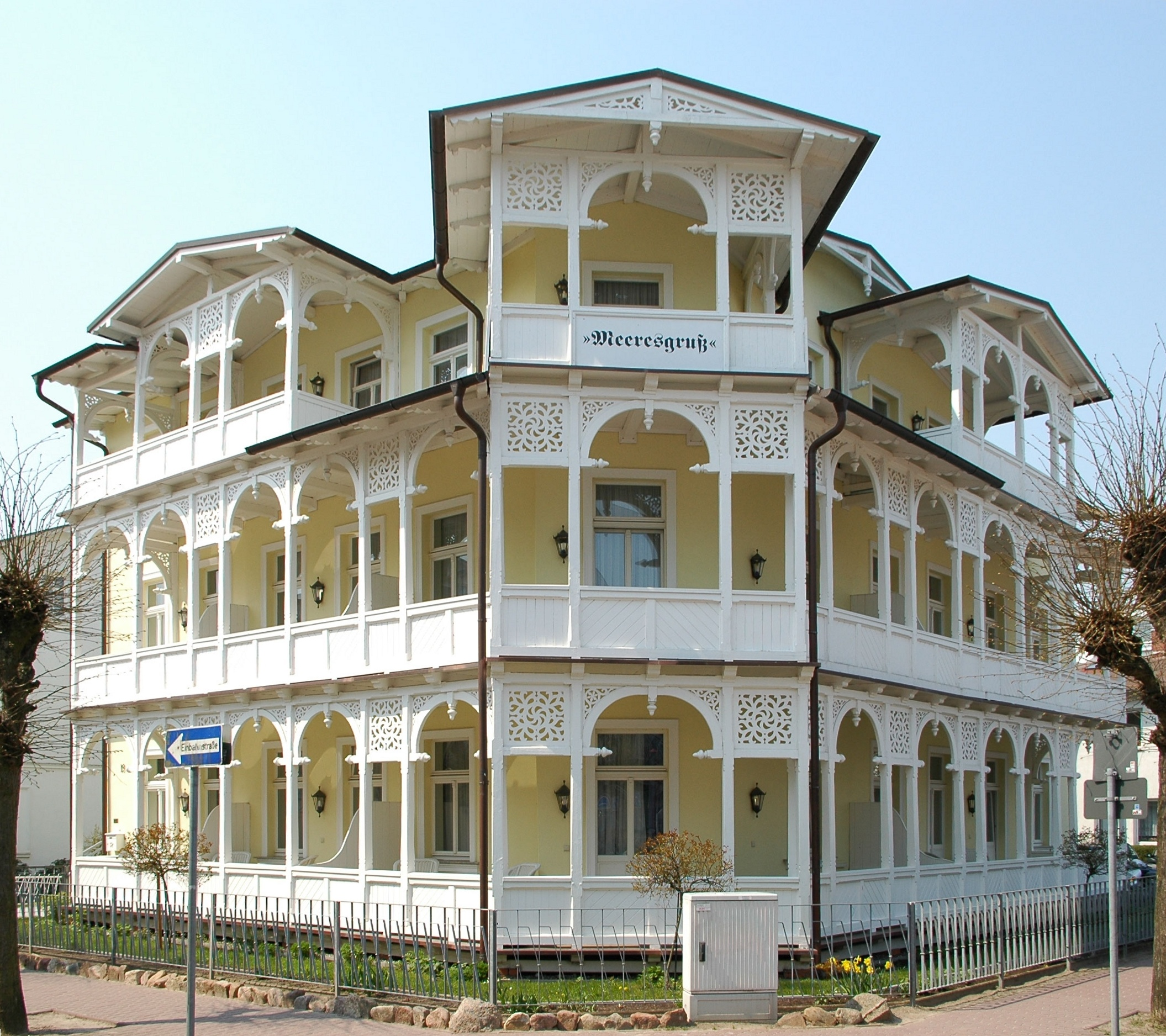
Villa "Meeresgruss" (saludo del mar) en Binz (Rügen, Alemania), una típica villa del de estilo vacacional alemán

### SiglosXVIIIyXIX

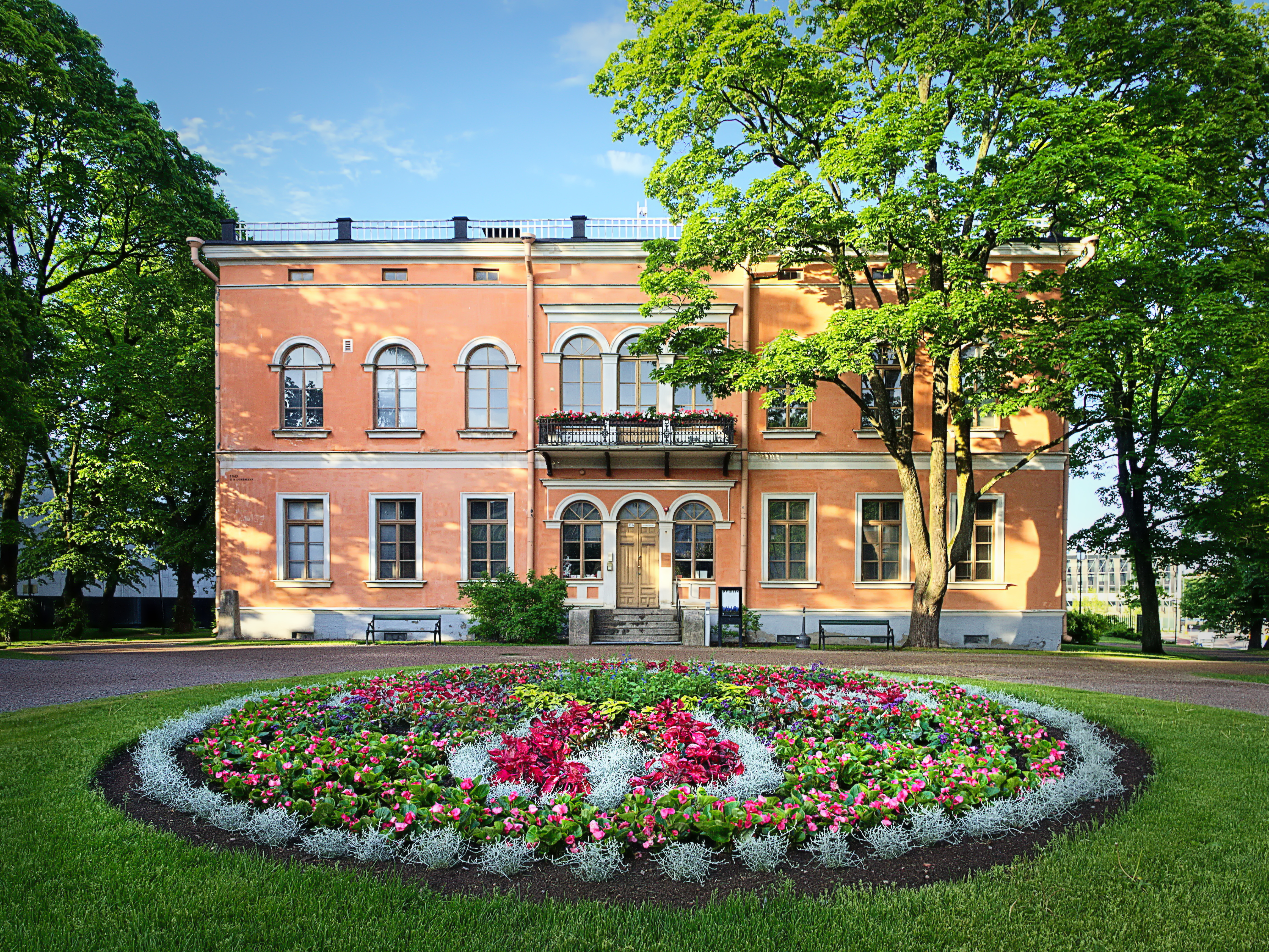
Villa Hakasalmi (construida entre 1834 y 1846), fue el hogar de Aurora Karamzin (1808-1902) a finales del siglo XIX, y ahora es el museo de la ciudad de Helsinki, Finlandia.

A principios del siglo XVIII, los ingleses adoptaron el término villa y lo aplicaron a las casas de campo integradas en un solo edificio, especialmente aquellas accesibles desde Londres: Chiswick House es un ejemplo de este tipo de "villa de recreo". Gracias al resurgimiento del interés en Palladio y en Inigo Jones, pronto las villas Neo-Palladianas salpicaron el valle de río Támesis y la campiña inglesa. Marble Hill House en Inglaterra se concibió originalmente como una "villa" en el sentido del siglo XVIII.
En muchos sentidos, la mansión de finales del siglo XVIII propiedad de Thomas Jefferson situada en Monticello (Virginia), es una villa palladiana.: 220  Otros ejemplos del período y estilo son la Hammond-Harwood House en Annapolis, numerosas plantaciones anteriores a la guerra de Secesión estadounidense como la Westover Plantation, muchas otras haciendas situadas junto al río James, y docenas de casas de campo en el resto de Viejo Sur. En estas explotaciones agrícolas se desarrolló una organización social y del trabajo muy similar a la de las villas latifundistas del imperio romano. Un renacimiento posterior, en la Gilded Age y principios del siglo XX, produjo The Breakers en Newport (Rhode Island), el Jardín Filoli en Woodside (California) y Dumbarton Oaks en Georgetown (Washington D. C.); obra de arquitectos-paisajistas como Richard Morris Hunt, Willis Polk y Beatrix Jones Farrand.
En el siglo XIX, el término villa se amplió en la lengua inglesa para describir cualquier casa grande situada cerca de una ciudad que fuera independiente y dispusiera de una parcela de terreno acondicionada paisajísticamente. En el momento en que se erigieron las "villas adosadas" a principios del siglo XX, el término acabó perdiendo su sentido inicial debido a un uso excesivo y demasiado generalizado.

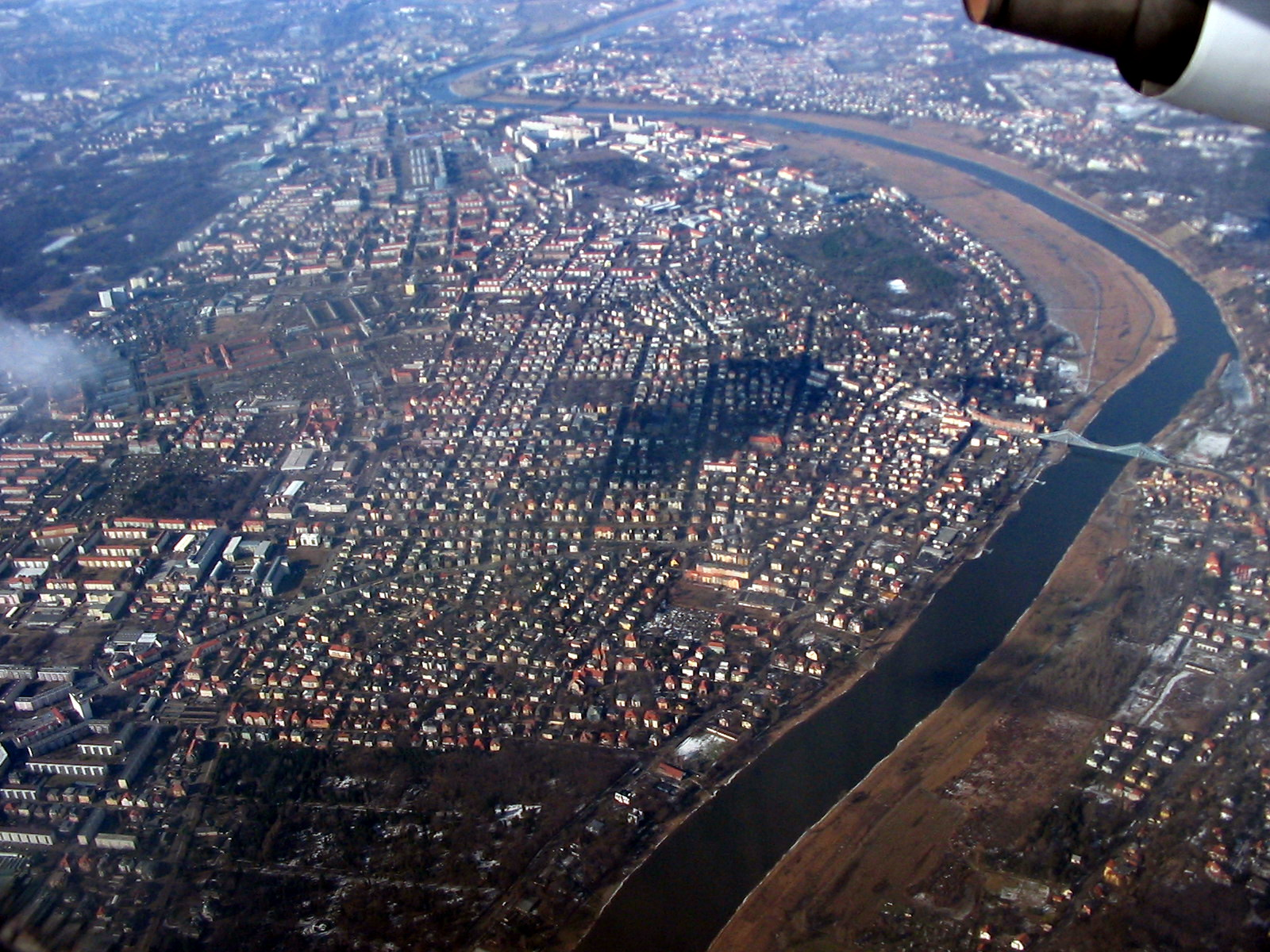
Vista aérea de las extensas "colonias de villas" (Villenkolonien) de Dresde, Alemania: los barrios de Gründerzeit de Blasewitz (incl. Tolkewitz y Striesen), Gruna y Johannstadt

La segunda mitad del siglo XIX vio la creación de grandes "Villenkolonien" en los países de habla alemana, una serie de áreas residenciales ricas que estaban completamente compuestas por grandes mansiones, y a menudo, construidas según un plan maestro ingeniosamente creado. También se construyeron muchas grandes mansiones para los ricos industriales alemanes, como Villa Hügel en Essen. La Villenkolonie de Lichterfelde en Berlín se ideó de acuerdo con algunos modelos existentes en el sur de Inglaterra.
Las mansiones representativas de estilo historicista en Alemania incluyen Heiligendamm y otras casas de estilo vacacional situadas junto al mar Báltico, la isla de las Rosas y Königshaus am Schachen en los Alpes bávaros. Otros ejemplos remarcables son la Villa Dessauer en Bamberg; Villa Wahnfried en Bayreuth; Drachenburg y Villa Hammerschmidt en Bonn; Villa Liebermann y la Casa Britz en Berlín; Albrechtsberg, Villa Stockhausen y Villa San Remo en Dresde; Villa Waldberta en Feldafing; Villa Kennedy en Fráncfort; la Casa Jenisch y el Hochschule für Musik und Theater de Hamburgo en Hamburgo; Villa Andreae y la Villa Rothschild en Königstein; Villa Stuck y el Palacio Pacelli en Múnich; la Casa Klink en el lago Müritz; Villa Ludwigshöhe en Renania-Palatinado; Villa Haux en Stuttgart; y la Casa Weinberg en Waren.
En Francia, el Castillo de Ferrières es un ejemplo de una villa de estilo italiano neorrenacentista, y en Gran Bretaña se pueden citar las Torres Mentmore de John Ruskin. Un edificio representativo de este estilo en Alemania es la Villa Haas (diseñada por Ludwig Hofmann) en Hesse.

### SiglosXX-XXI

#### Europa

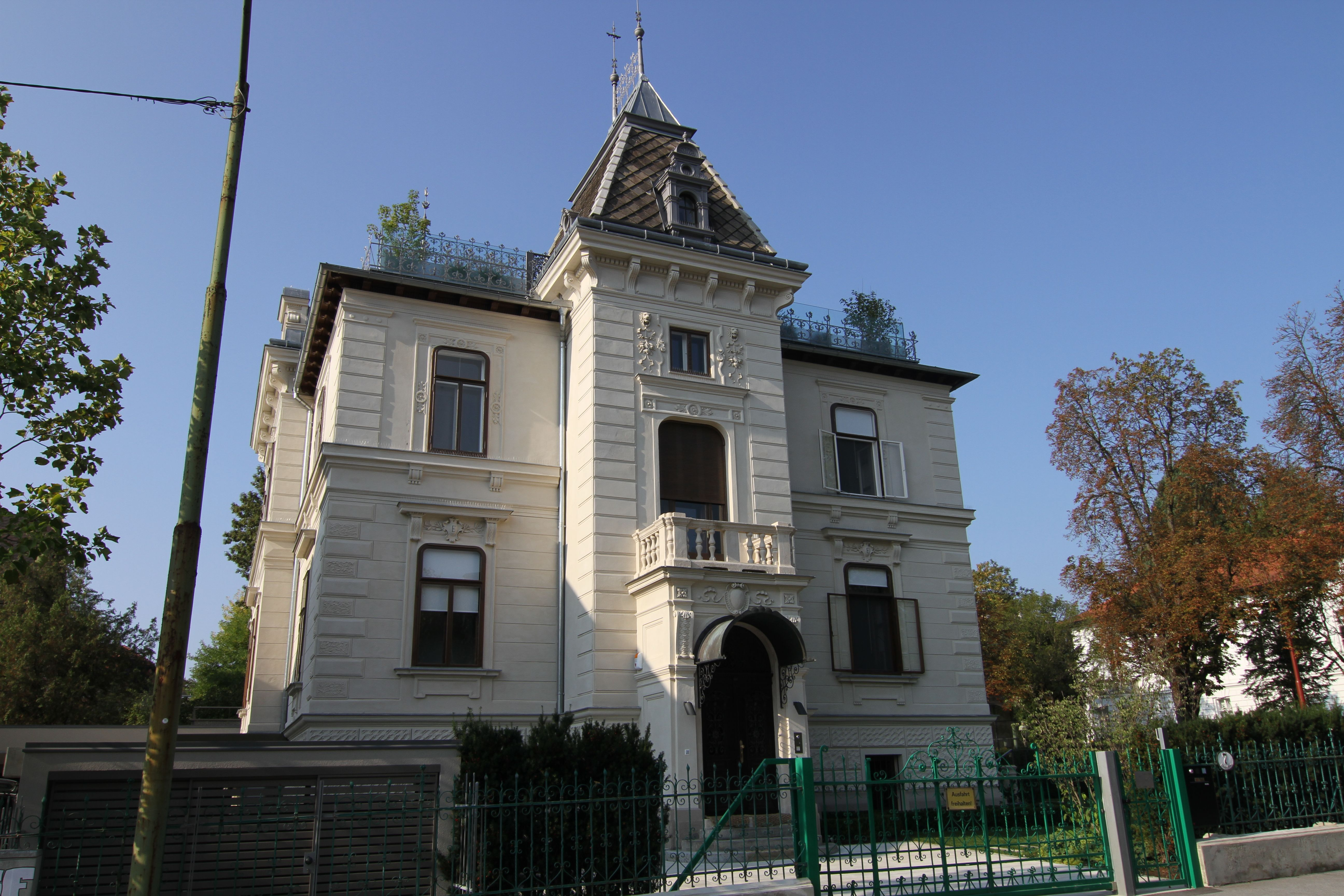
Villa típica de Graz, Austria

Durante los siglos XIX y XX, el término "villa" se generalizó en Europa para denominar las mansiones independientes. Formas especiales son, por ejemplo, las villas spa (Kurvillen  en alemán) y las villas marítimas (Bädervillen en alemán), que se hicieron especialmente populares a finales del siglo XIX. La tradición establecida por entonces continuó en el siglo XX e incluso se ha mantenido hasta la actualidad.
Otra tendencia fue la construcción de mansiones bastante minimalistas en el estilo de la Escuela de la Bauhaus desde la década de 1920, que también continúa hasta hoy.
En Dinamarca, Noruega y Suecia, "villa" denota la mayoría de las formas de vivienda unifamiliar, independientemente de su tamaño u otras características.

#### América
El concepto de villa pervive en las haciendas de América Latina y en las estancias de Brasil y Argentina. Los ejemplos más antiguos son construcciones originales portuguesas y españolas. Tras la independencia de España y Portugal, se impuso el estilo neocolonial español con variaciones regionales. En el siglo XX, Roberto Burle Marx, Oscar Niemeyer, Luis Barragán y otros arquitectos diseñaron  villas de estilo internacional, en las que desarrollaron una singular estética sintetizada euro-latina.
Las villas están particularmente bien representadas en California y en la costa oeste de los Estados Unidos, donde originalmente fueron encargadas por clientes de "clase alta" que viajaban mucho, y que conocían de primera mano el estilo reina Ana, la arquitectura victoriana y el estilo Beaux Arts. Comunidades como Montecito, Pasadena, Bel Air, Beverly Hills y San Marino en el sur de California; y Atherton y Piedmont en el Área de la Bahía de San Francisco, son algunos ejemplos de lugares donde se localizan numerosas villas.
La popularidad de la arquitectura neomediterránea en sus diversas oleadas durante el último siglo, se ha utilizado constantemente tanto en esta región como en Florida. Algunos de los primeros arquitectos notables de esta corriente fueron Wallace Neff, Addison Mizner, Stanford White y George Washington Smith. Entre los ejemplos más notables figuran el Harold Lloyd Estate en Beverly Hills; la escala Medici del Castillo Hearst en la Costa Central de California; Villa Montalvo Arboretum en los Montes Santa Cruz de Saratoga (California); y Villa Vizcaya en Coconut Grove (Miami). Entre las casas de estilo American Craftsman, se pueden citar la casa Gamble y las villas de Greene and Greene en Pasadena (California).

#### Villas modernas

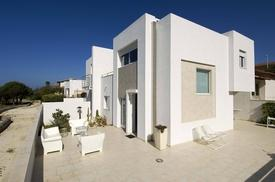
Ejemplo de villa de arquitectura moderna en Sicilia, Italia

La Villa Getty, una adaptación de la Villa de los Papiros, en Pacific Palisades

La arquitectura moderna ha producido algunos ejemplos importantes de edificios conocidos como villas:
- Villa Noailles de Robert Mallet-Stevens en Hyères, Francia
- Villa Savoye de Le Corbusier en Poissy, Francia
- Villa Mairea de Alvar Aalto en Noormarkku, Finlandia
- Villa Tugendhat de Ludwig Mies van der Rohe en Brno, República Checa
- Villa Lewaro de Vertner Tandy en Irvington (Nueva York)

Ejemplos de villas de campestres:
- Hollyhock House (1919) de Frank Lloyd Wright en Hollywood
- Casa Gropius de Walter Gropius (1937) en Lincoln (Massachusetts)
- Casa de la cascada de Frank Lloyd Wright (1939) en Pensilvania, EE. UU.
- Casa Farnsworth de Ludwig Mies van der Rohe en Plano (Illinois)
- Kaufmann Desert House de Richard Neutra (1946) en Palm Springs
- Auldbrass Plantation de Frank Lloyd Wright (1940-1951) en el Condado de Beaufort (Carolina del Sur)
- Palacio de la Alvorada de Oscar Niemeyer (1958) en Brasilia, Brasil
- Villa Getty, en Pacific Palisades.

#### Otros ejemplos
Hoy en día, el término "villa" se aplica a menudo a las propiedades que se alquilan durante las vacaciones. En el Reino Unido, el término se utiliza para viviendas unifamiliares de alta calidad en destinos cálidos, particularmente Florida y el Mediterráneo. El término también se usa en Pakistán y en algunas de las islas del Caribe como Jamaica, San Bartolomé, San Martín, Guadalupe, Islas Vírgenes Británicas y otras. Es similar para las áreas turísticas costeras de Baja California Sur y la parte continental de México, y para el alojamiento en "bungalós de lujo" situados en megaresorts de varios lugares del mundo.
En Indonesia, la palabra "villa" designa a las casas de campo coloniales holandesas ("landhuis"). Hoy en día, el término se aplica más popularmente al alquiler vacacional generalmente ubicado en áreas rurales.
En Australia, "villas" o "unidades de villa" son términos que se utilizan para describir un tipo de complejo (petit hôtel) que contiene casas adosadas o independientes más pequeñas de hasta 3 o 4 dormitorios que se construyeron desde principios de la década de 1980.
En Nueva Zelanda, el término "villa" se usa comúnmente para describir una casa de madera de estilo victoriano caracterizada por techos altos (a menudo 3,7 m) y un largo vestíbulo de entrada.
En Camboya, "villa" se usa como un préstamo en el idioma local Khmer, y generalmente sirve para describir cualquier tipo de casa unifamiliar que tenga espacio en el patio. El término no se aplica a ningún estilo o tamaño arquitectónico en particular, las únicas características que distinguen a una villa jemer de otro edificio son el espacio del patio y ser completamente independiente. Los términos "villa gemela" y "mini villa" se han acuñado con el significado de versiones adosadas y más pequeñas, respectivamente. Generalmente, son casas más lujosas y espaciosas que las casas adosadas más comunes. El espacio del patio también presentaría típicamente algún tipo de jardín, árboles o vegetación. Generalmente, estas serían propiedades en las principales ciudades, donde hay más riqueza y, por lo tanto, casas más lujosas.